# Breed pijlkruid
Breed pijlkruid (Sagittaria latifolia)  is een waterplant uit de waterweegbreefamilie (Alismataceae). Het is een overblijvende plant. Breed pijlkruid komt van nature voor in Noord-Amerika en is in Europa plaatselijk ingeburgerd. Het aantal chromosomen is 2n = 22.
De plant wordt 30-90 cm hoog en vormt uitlopers en witte knollen met een paarse waas. Het blad is 1,5-30,5 cm lang en 2-17 cm breed. De driehoekige bladsteel is 6,5-51 cm lang.
Breed pijlkruid bloeit vanaf juni tot in september met witte, tot 4 cm grote bloemen. De bloeiwijze is een 4,5-28,5 cm lange tros.
De vrucht is een  2,5-3,5 mm lang en tot 2 mm breed, sterk afgeplat nootje.
Breed pijlkruid is een soort uit Noord-Amerika die als sierplant gecultiveerd wordt en plaatselijk ingeburgerd is op dezelfde standplaatsen waar ook pijlkruid zich thuis voelt. Deze, vaak tweehuizige plant heeft net als pijlkruid driekantige, boven het water uitstekende stengels en bladeren, alleen is de pijlvormige top vaak groter en breder. De eerst gevormde bladeren zijn net als bij pijlkruid lintvormig en blijven ondergedoken, hetgeen bij beide soorten het geval blijft wanneer de plant in dieper water staat en niet tot bloei komt. Bij breed pijlkruid zijn de binnenste, drietallige bloemdekbladen geheel wit, de helmhokjes geel en de vruchten 2,5-4 mm groot, zijn sterk afgeplat en dragen een 1-1,5 mm lange, zijdelings aangehechte snavel. Bij pijlkruid daarentegen zijn de binnenste bloemdekbladen wit met een purper gekleurde voet, zijn de helmhokjes paars en zijn de eveneens sterk afgeplatte vruchten groter en staat de snavel aan de top van de vrucht.

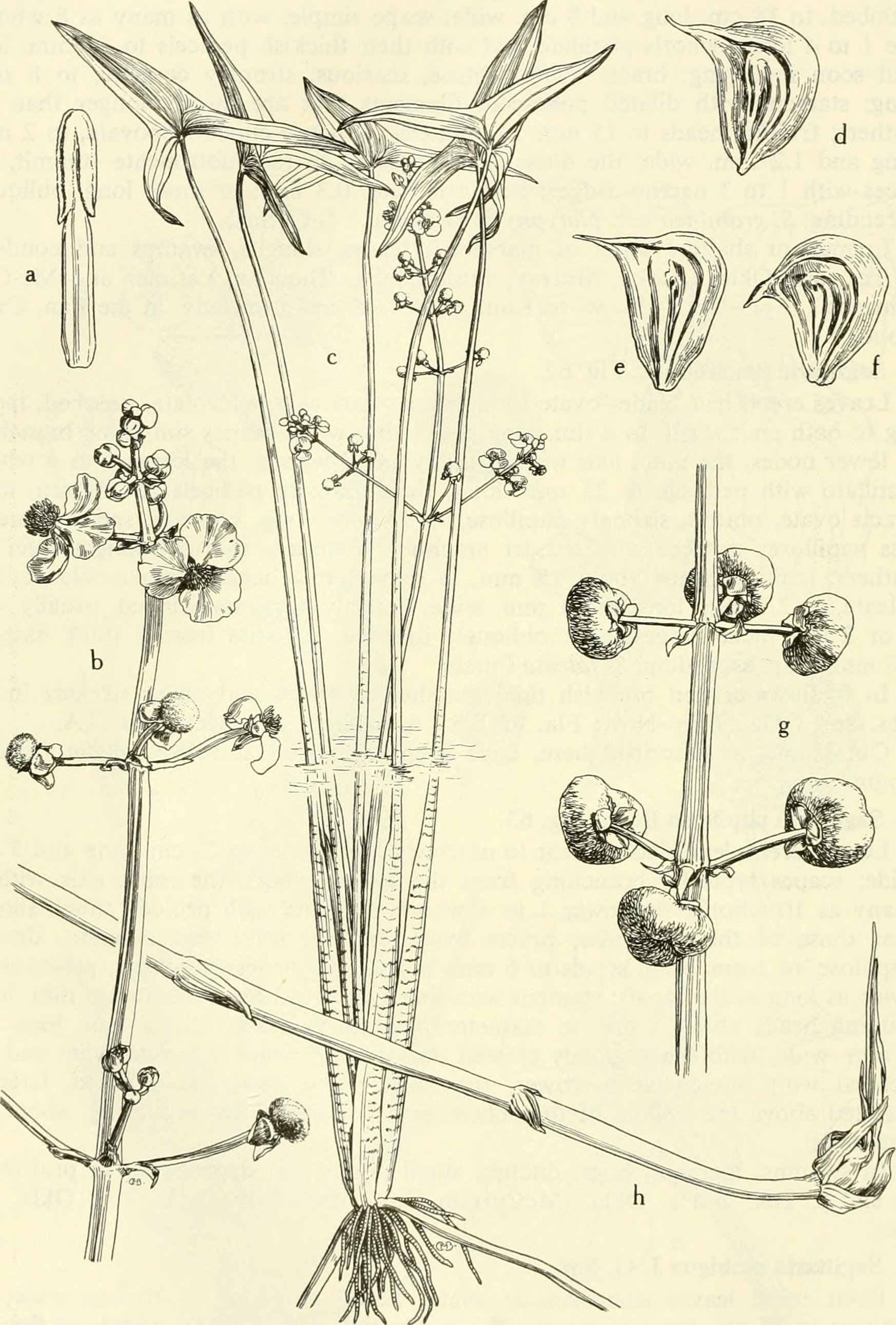
Illustratie
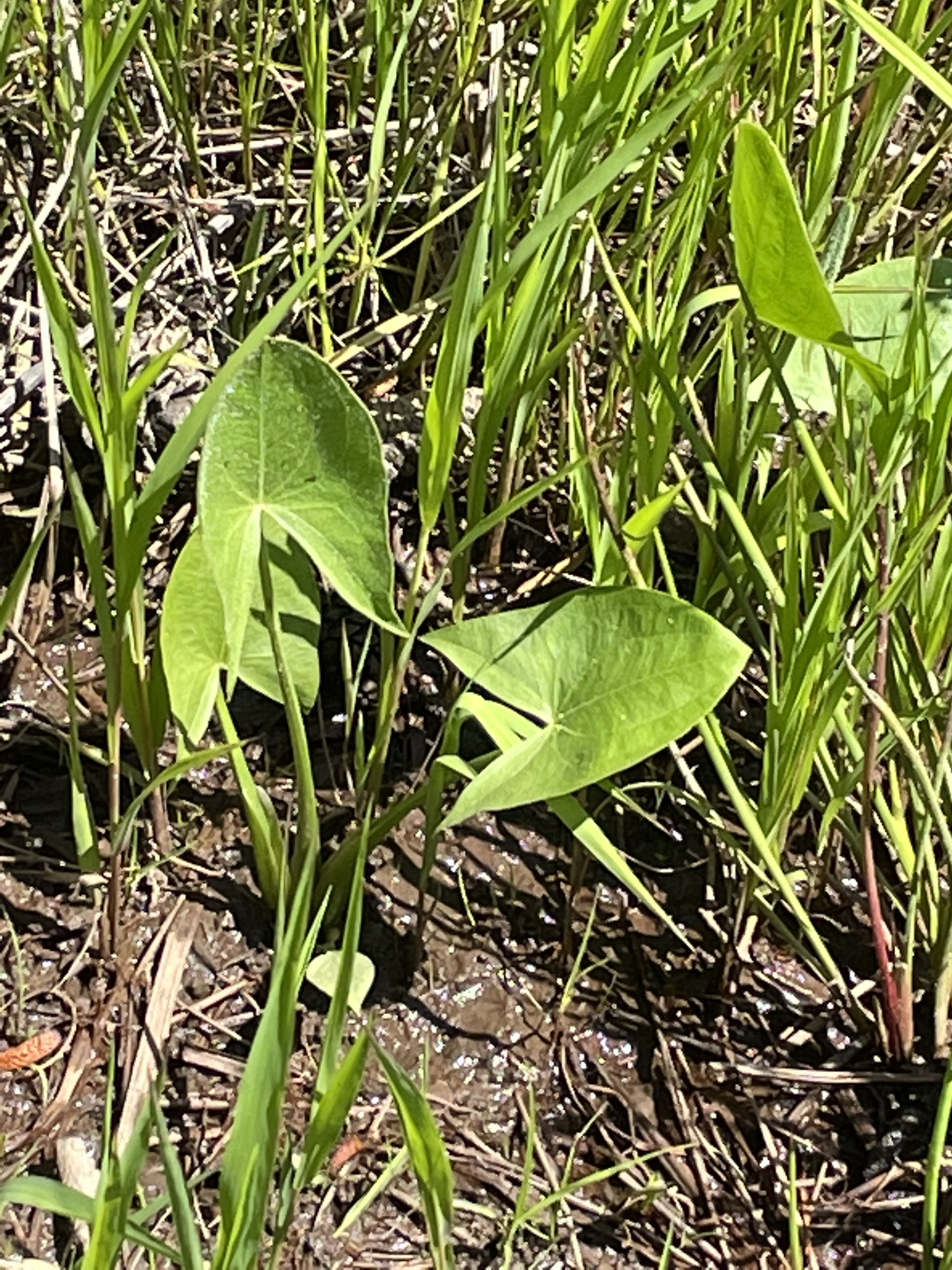
Plant
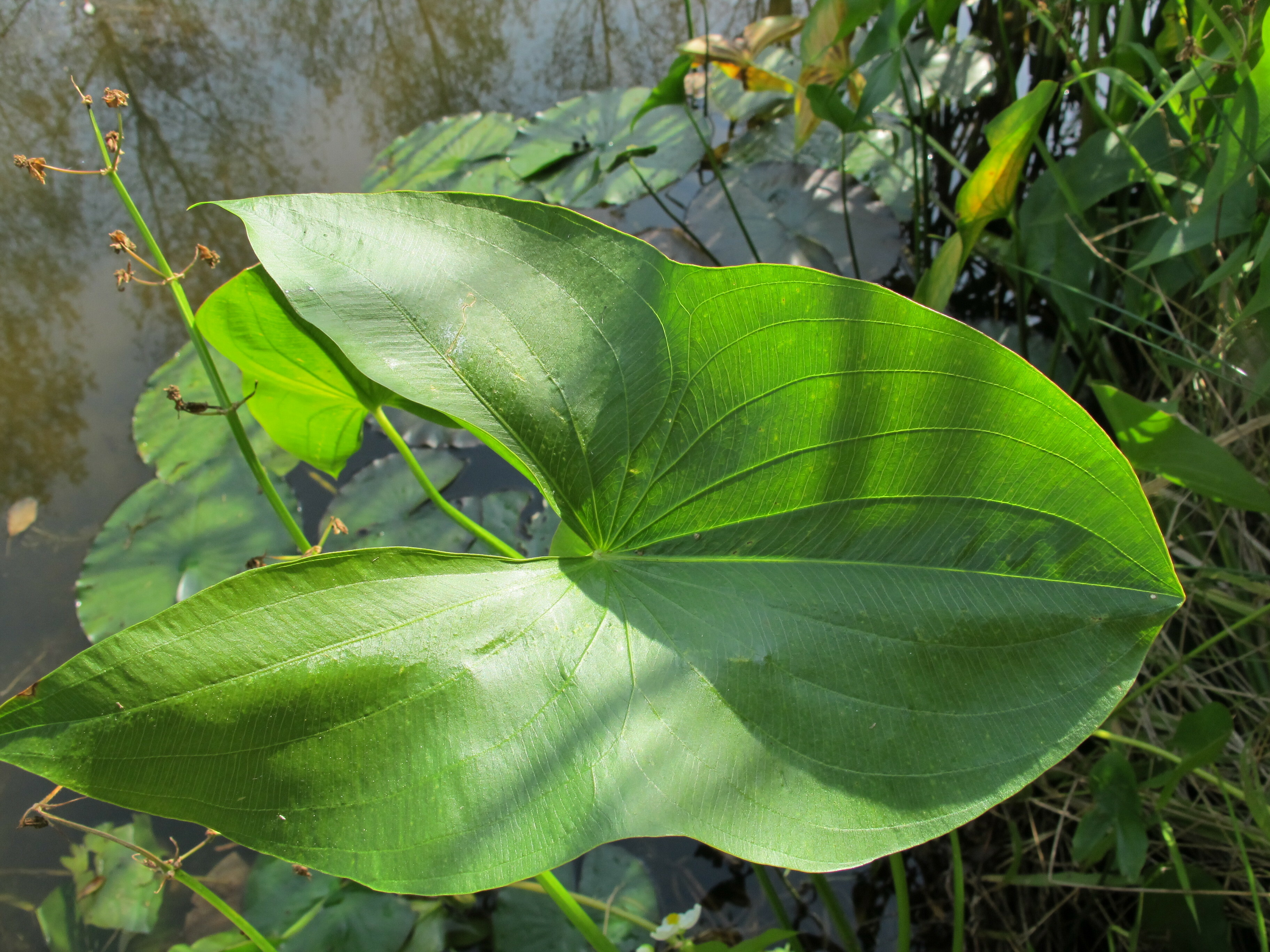
Blad
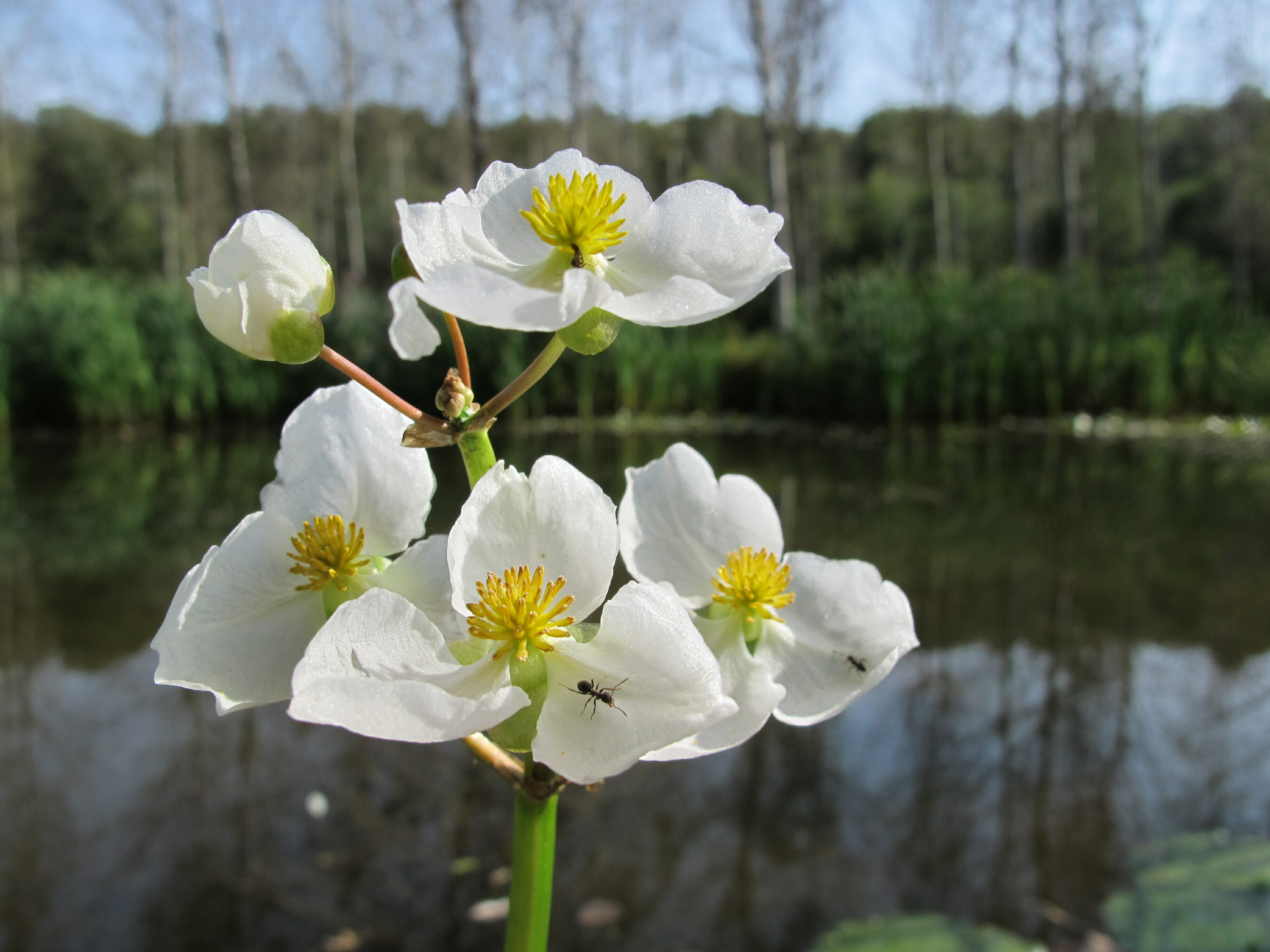
Bloemen
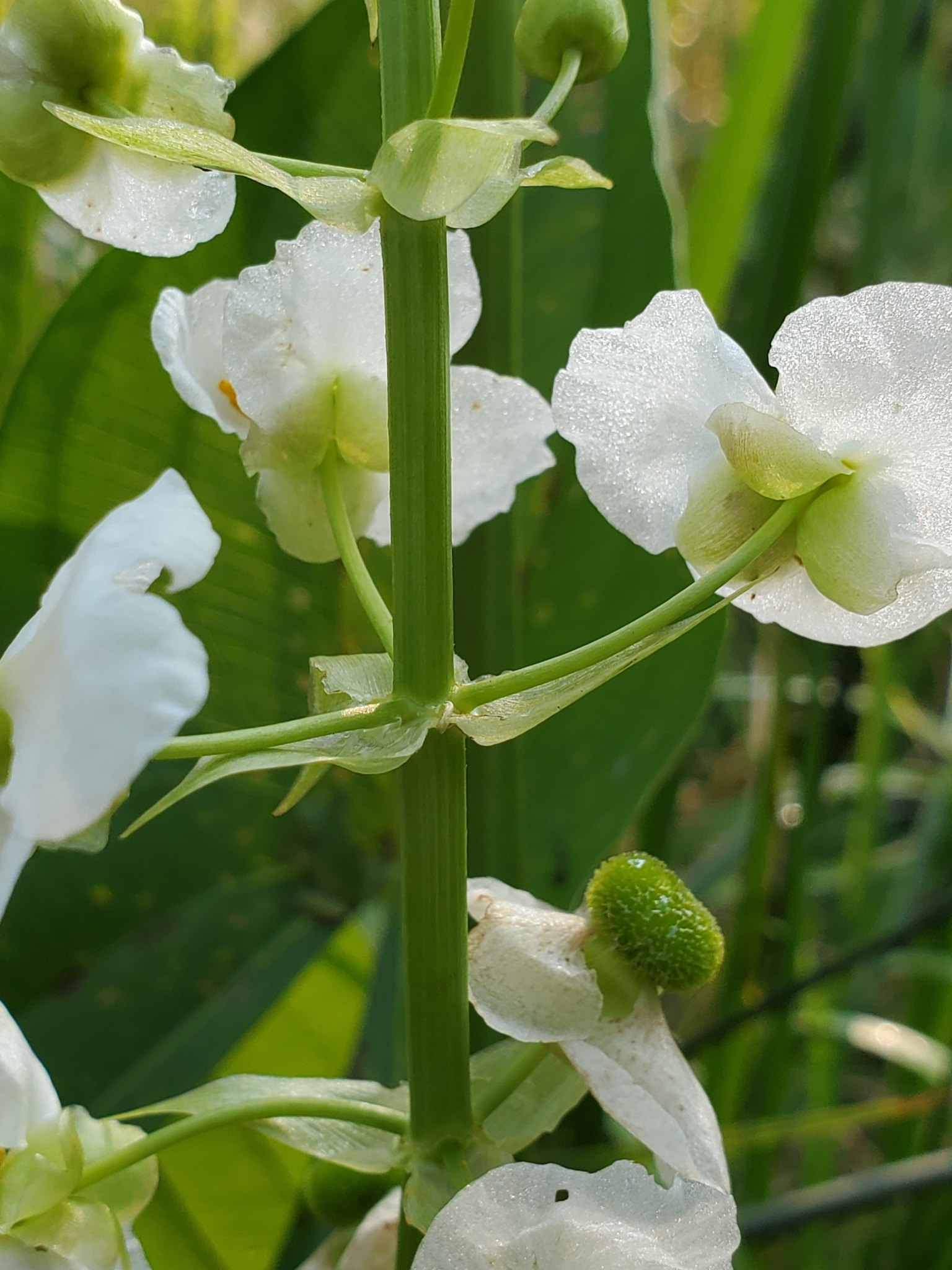
Kelk
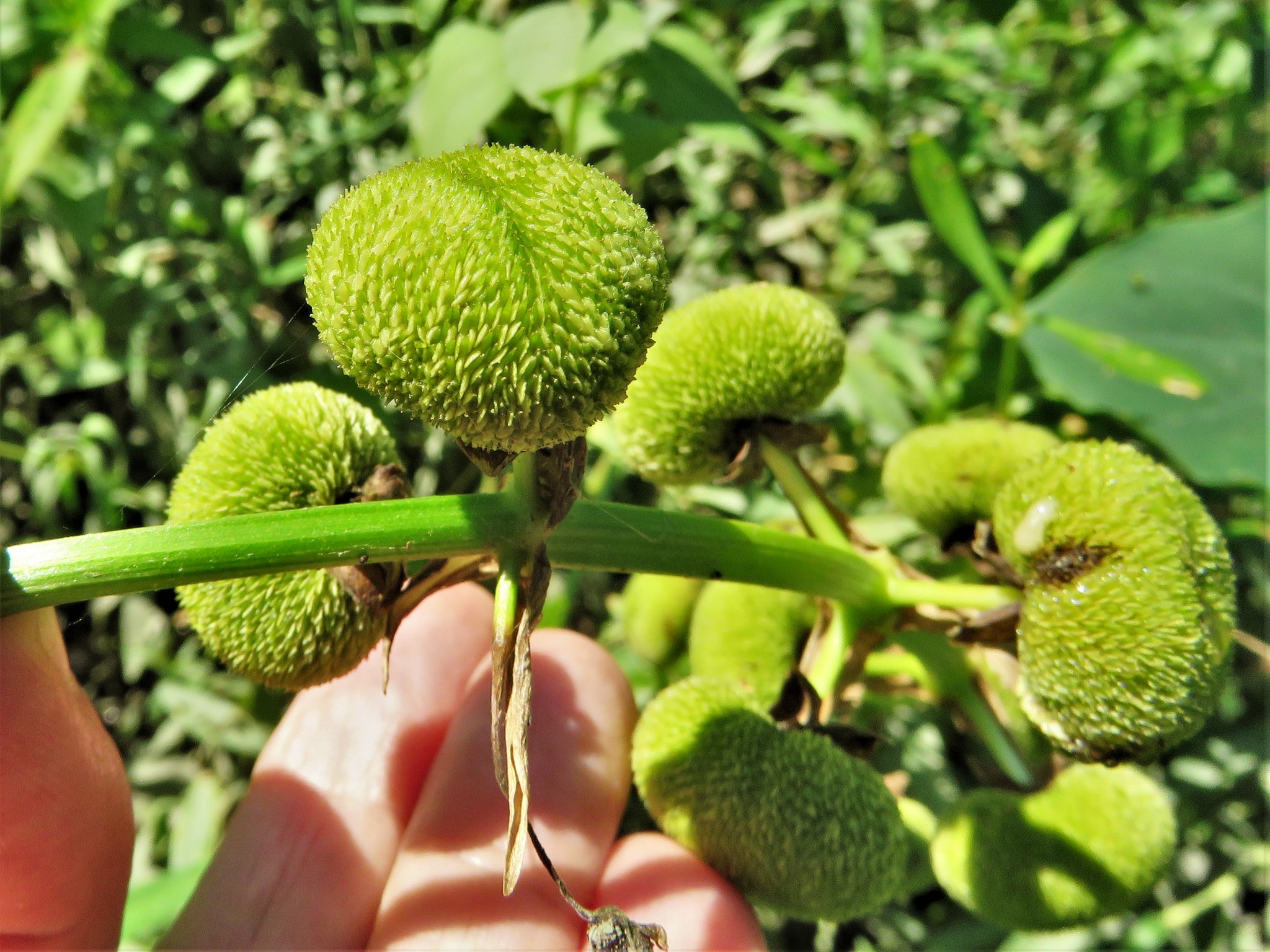
Vruchten

Breed pijlkruid komt voor in ondiep tot vrij diep, helder, stilstaand tot zwak stromend, voedselrijk en zoet water en langs de waterkant.